# 대장일람집
《대장일람집》(大藏一覽集)은 중국 송(宋)의 진실(陳實)이 『대장경』에서 중요한 내용을 뽑아 간행한 불교 전적이다. 전10권 10책으로 주석서나 이역본은 존재하지 않는다. .

## 개요
중국 송대의 진실(陳實)이 《대장경》에 포함된 여러 경을 주제별로 분류하여 정리한 경전 목록집으로, 먼저 문목(門目) 총류(總類)라는 제목 아래 각 품의 이름과 권수 및 품수 등을 정리하고, 전체 경전을 8부문(部門)으로 나눈 뒤, 다시 총 60개 품으로 각각 분류하였다.
제1 수표대각선용부위중생(首標大覺先容附爲衆生) 부문에는 제1 「선왕품」(先王品)부터 제8 「상주품」(常住品)까지 해당한다. 예컨대 「선왕품」에서는 『석가보(釋迦譜)』, 『기세인본경』(起世因本經) 등을 인용하여 석가모니 부처님의 계보를 소개하며, 제2 「인지품」(因地品)에서는 『비바사론』, 『과현인과경』, 『석가보』 등을 인용하여 석가모니 부처가 수행하던 시기에 대해 설명한다.
이상과 같이 제8 부문의 마지막 품인 제60 「유통품」(流通品)에 이르기까지 각 품마다 주제를 정하고 그에 해당하는 경들을 뽑아 집대성해 놓았다.
한국의 해인사 백련암에서 소장하던 대한불교조계종 종정 성철의 장서 가운데 1472년 조선 왕실 발원판 《대장일람집》이 끼어 있다. 또한 범어사 성보박물관과 산청 겁외사 등에도 《대장일람집》의 잔본이 소장되어 있다.
일본에는 오에이(応永) 연간에 교토 5산에서 간행된 오산판(五山版)이나 고활자판(古活字版) 두 종이 있으며, 에도 시대의 목판본으로도 존재한다. 또한 교토대학 가와이 문고에 조선 시대에 간행된 목판본 《대장일람집》이 소장되어 있다.

## 판본

### 동산도서관 소장 고려본 대장일람집
한국의 계명대학교에는 고려 초 13세기 중엽에 간행한 《대장일람집》이 소장되어 있다. 이는 한국 국내의 전존본(傳存本) 중에 최고본(最古本)으로 추정된다. 2002년 1월 2일 대한민국의 보물 제1335호로 지정되었다.
이 책은 제1권(第 1卷) 상하중(上中下) 1책(1冊)으로 구성된 영본(零本)인데, 내용은 선왕품(先王品)으로부터 번뇌품(煩惱品)에 이르기까지 총 17품(品)에 대하여 설명하고 있다. 판심(版心) 하단부에 존식(存植)·정안(正安) 등의 각수(刻手, 경판을 새긴 기술자)의 이름이 새겨져 있는데, 이들의 경우는 재조대장경 즉 해인사 고려대장경의 판각(1236-1251)에도 참여한 각수들인 것으로 확인되었다. 이를 통해 간행 시기가 13세기 중엽임을 추정할 수 있다.
판식에 있어서도 좁은 판심에 흑어미가 가늘게 이중으로 처리되는 송본의 형태를 취하고 있는데 12세기의 《능엄경》이나 《선문염송》 등에서 같은 예의 판심을 볼 수 있다. 서체에 있어서도 송본과 13세기 중반에 유행하는 고려본 들에서 같은 형식을 볼 수 있다.
또한 본문에는 붓으로 구결을 달고 있어 구결 연구에도 귀중한 자료가 되고 있다.

### 담양 추월산 용천사 간행본 조상경
한국의 경기도유형문화재 제217호인 조상경은 조선 선조 8년(1575년) 전라도 담양 추월산(秋月山) 용천사(龍泉寺)에서 간행한 목판본으로, 현존하는 《조상경》 판본 중 연대가 가장 오래된 것으로 문화재적 가치가 있으며, 현재까지도 사용 가치가 있다는 점에서 귀중한 자료로 평가된다.
용천사 간행본 조상경은 《대장일람집》(大藏一覽集) 제4권 「조상품」의 내용이 핵심인데, 불상 조성에 따른 공덕에 대해 여러 경전의 교리를 인용하여 설하고 있다. 예를 들면 조상공덕경(造像功德經)에서 부처가 제석천(帝釋天)의 청으로 도리천에 올라가 여름 석 달 동안 어머니 마야 부인을 위하여 설법하느라 계시지 않으므로, 우전왕(優塡王)이 부처를 흠모한 나머지 부처와 똑같은 등상을 조성하여 경배한 것이 불상의 시초라고 전하고 불상을 조성하면 그 공덕으로 모두 성불하며, 사람으로 태어나더라도 제왕이나 훌륭한 신하, 장자의 집에 태어난다고 하였다. 욕상경(浴像經)에는 불상에 향수나 물을 부어 목욕시키는 방법과 그 공덕에 대한 내용 등이 있다. 마지막에 「제불보살복장단의식」(諸佛菩薩腹藏壇儀式)에서는 '단'(壇)의 의미를 '모임'의 뜻이라 밝히고, 단을 설치하는 뜻을 여러 경문에서 인용 설명하였다. 불상은 상호가 원만해야 모든 중생이 큰 복과 이익을 얻는다고 밝히며, 불상에 복장물을 넣게 되는 취지와 복장에 들어갈 물품의 목록, 그 크기와 개수, 넣는 방법까지 상세하게 기록해 놓았다.
판식은 사주단변(四周單邊)에 계선이 있으며 반엽(半葉)에 9항 20자씩 배열되어 있고 판심에 내향흑어미(內向黑魚尾)가 있다.

## 같이 보기
- 대장경